# Filòcrates (militar)
Filòcrates (en llatí Philocrates, en grec antic Φιλοκράτης) fill d'Efialtes, fou un militar atenenc que va viure al segles V i IV aC.
L'any 390 aC va ser enviat amb deu trirrems a Xipre en ajut d'Evàgores I de Salamina, encara que aquest s'havia revoltat contra Artaxerxes II de Pèrsia que era aliat d'Atenes en aquells moments. En el seu viatge el va sorprendre una flota espartana dirigida per Telèuties, que havia sortit de  Rodes amb 27 vaixells, i, malgrat l'enemistat entre Esparta i Pèrsia, va capturar tota l'esquadra atenenca, segons diu Xenofont.
En un passatge de Demòstenes, es diu que en una ocasió els lacedemonis van fer solemnes propòsits d'ajudar quan convingués als atenencs, i Filòcrates va contestar que no el satisfeia cap altre compromís que la paraula de què no els atacarien mai.